# 黄艳 (1968年)
黄艳（1968年11月—），汉族，河南省安阳市人，前安阳市第一中学校长，安阳市教育局局长，中华人民共和国第十二届全国人民代表大会河南地区代表，中国共产党党员。
毕业于河南师范大学汉语言文学专业。2009年5月至2012年7月担任安阳市第一中学副校长，2012年7月起担任安阳市第一中学校长。2013年，担任全国人大代表。2018年2月24日，当选为第十三届全国人大代表。